# Wadaia kaorui
Wadaia kaorui är en skalbaggsart som beskrevs av Takashi Itoh 1993. Wadaia kaorui ingår i släktet Wadaia och familjen Melolonthidae. Inga underarter finns listade i Catalogue of Life.